# Diogo Amaral
Diogo Maria Mendes Leal Pereira do Athayde Amaral (Lisboa, 26 de novembro de 1981) é um  ator, dobrador e modelo português.

## Biografia e carreira
Diogo Amaral nasceu em Lisboa, no dia 26 de novembro de 1981.
Estreou-se como ator em 2001, na telenovela da TVI Sonhos Traídos, onde interpretou Martim Sousa. Depois da sua participação em Sonhos Traídos, começou a ser presença assídua na ficção nacional, antagonizando, em 2003, a telenovela juvenil Morangos com Açúcar.
O talento do ator não passou despercebido, e em 2006, é contratado pela SIC (liderada na altura por Francisco Penim) para protagonizar a novela líder de audiências Floribella, dando vida a Frederico Fritzenwalden, onde fez par romântico com Luciana Abreu. O beijo à chuva de "Flor" (personagem interpretada por Luciana Abreu) e "Fred" (Diogo Amaral), em Floribella, venceu um Globo de Ouro, na categoria de ''Melhor Beijo'', em 2007. Na mesma estação fez participações especiais em Aqui Não Há Quem Viva e Vingança.
Regressa à TVI, em 2007 para protagonizar a novela Fascínios. Foi exclusivo da TVI durante vários anos, entrando em novelas como, Sentimentos, Espírito Indomável, Doce Tentação, Belmonte, Jardins Proibidos e A Impostora. Esteve 10 anos na estação de Queluz de Baixo, mas em 2017, recusou protagonizar a novela Jogo Duplo, que teve como consequência a perda de contrato com o canal.
Estreou-se em cinema em 2010, no filme A Bela e o Paparazzo. Mais tarde, interpretou Jaime no filme Perdidos, em 2017.
Em 2018 regressa à SIC para protagonizar a nova novela Vidas Opostas, que foi nomeada para os Emmy Award, ao lado de Sara Matos e Joana Santos. No mesmo ano, protagonizou o filme Pedro e Inês, realizado por António Ferreira.
Entre 2018 e 2023, Diogo Amaral foi uma presença assídua na ficção da SIC, onde depois de dar ao protagonista de Vidas Opostas, participou em produções como Golpe de Sorte, Terra Brava, Prisão Domiciliária, Por Ti e Flor sem Tempo. Em 2023, foi um dos concorrentes do programa Hell's Kitchen - Famosos, apresentado por Ljubomir Stanisic.
Em 2021 protagonizou a série da RTP1, Pôr do Sol.
Depois de cinco anos a trabalhar na SIC, em 2023 regressa à TVI, para protagonizar Cacau, ao lado de Alexandra Lencastre, José Condessa e Matilde Reymão. No mesmo ano, foi o protagonista do filme Pôr do Sol: O Mistério do Colar de São Cajó.
Em 2024 dá vida a Eduardo Matias, na telenovela da TVI, A Fazenda.
Estreou-se como apresentador em 2025, no programa da TVI Star Park, onde fez dupla com Pedro Teixeira.

## Filmografia
| Ano         | Projeto                             | Papel                         | Notas                                   | Canal |
| ----------- | ----------------------------------- | ----------------------------- | --------------------------------------- | ----- |
| 2001 - 2002 | Sonhos Traídos                      | Martim Sousa                  | Elenco Principal                        | TVI   |
| 2003 - 2004 | Morangos com Açúcar (1.ª temporada) | Ricardo Moura Bastos          | Antagonista                             | TVI   |
| 2005        | Mundo Meu                           | Guilherme Gomes               | Elenco Principal                        | TVI   |
| 2006 - 2007 | Floribella                          | Frederico Fritzenwalden       | Protagonista                            | SIC   |
| 2006        | Aqui Não Há Quem Viva               | Estafeta                      | Participação Especial                   | SIC   |
| 2007        | Vingança                            | Inácio                        | Participação Especial                   | SIC   |
| 2007        | Fascínios                           | Óscar Ventura (em 1961)       | Protagonista                            | TVI   |
| 2008        | Casos da Vida                       | Leonardo                      | Episódio "O Caso da Mariana"            | TVI   |
| 2008        | Casos da Vida                       | Gonçalo                       | Episódio "Primavera Todo o Ano"         | TVI   |
| 2008        | Equador                             | Zé Maria                      | Elenco Principal                        | TVI   |
| 2008 - 2009 | Olhos nos Olhos                     | Joaquim Carvalho e Silva      | Elenco Principal                        | TVI   |
| 2009 - 2010 | Sentimentos                         | Diogo Tavares                 | Protagonista                            | TVI   |
| 2010 - 2011 | Espírito Indomável                  | Rafael Figueira               | Protagonista                            | TVI   |
| 2012 - 2013 | Doce Tentação                       | Tiago Marques Flor/ Vilaverde | Protagonista                            | TVI   |
| 2013        | Sabores e Sentidos                  | Zé Nuno                       | Protagonista                            | TVI   |
| 2013 - 2014 | Belmonte                            | Pedro Belmonte                | Coprotagonista                          | TVI   |
| 2014        | O Bairro                            | Mendigo                       | Elenco Adicional                        | TVI   |
| 2014 - 2015 | Jardins Proibidos                   | Eduardo Câmara                | Protagonista                            | TVI   |
| 2016 - 2017 | A Impostora                         | Gustavo Martins               | Elenco Principal                        | TVI   |
| 2018 - 2019 | Vidas Opostas                       | Jorge Vaz                     | Protagonista                            | SIC   |
| 2019        | Golpe de Sorte                      | Padre Aníbal Dantas           | Elenco Principal                        | SIC   |
| 2019 - 2021 | Terra Brava                         | Marco Paulo Pinto             | Elenco Principal                        | SIC   |
| 2021        | Prisão Domiciliária                 | Inspetor Gonçalo Schimidt     | Elenco principal (OPTO)                 | SIC   |
| 2021 / 2022 | Pôr do Sol                          | Lourenço Paulino              | Protagonista                            | RTP1  |
| 2022 - 2023 | Por Ti                              | Dieter Weissemuller           | Elenco Principal                        | SIC   |
| 2022        | O Pai Tirano                        | Artur                         | Elenco Principal                        | SIC   |
| 2023 - 2024 | Flor sem Tempo                      | Sebastião Soares Torres       | Elenco Principal                        | SIC   |
| 2023        | Hell's Kitchen - Famosos            | Ele Próprio                   | Concorrente                             | SIC   |
| 2024        | Cacau                               | Marco Figueroa                | Antagonista                             | TVI   |
| 2024        | Congela                             | Ele Próprio                   | Concorrente                             | TVI   |
| 2024 - 2025 | A Fazenda                           | Eduardo Matias                | Elenco Principal                        | TVI   |
| 2025        | Star Park                           | Ele Próprio                   | Apresentador, ao lado de Pedro Teixeira | TVI   |
| 2025        | Carlitos e Henriqueta               | Professor Filipe              | Participação Especial                   | TVI   |
| 2025        | Lume                                |                               | Elenco Principal                        | RTP1  |

### Cinema
| Ano  | Projeto                                     | Papel               | Notas                                         |
| ---- | ------------------------------------------- | ------------------- | --------------------------------------------- |
| 2010 | A Bela e o Paparazzo                        | Jerónimo            | Filme realizado por António-Pedro Vasconcelos |
| 2013 | Tribo                                       |                     |                                               |
| 2014 | Contactos 2.0                               | Jorge Godinho       |                                               |
| 2014 | Carga Útil                                  | Guardador           |                                               |
| 2017 | Perdidos                                    | Jaime               | Filme realizado por Sérgio Graciano           |
| 2018 | Pedro e Inês                                | Pedro I de Portugal | Filme realizado por António Ferreira          |
| 2023 | Pôr do Sol: O Mistério do Colar de São Cajó | Lourenço Paulino    | Filme realizado por Manuel Pureza             |

## Família e vida pessoal
Diogo Amaral é filho de Carlos Manuel Pereira do Amaral (Lisboa, 8 de março de 1956), médico ortopedista, e de sua primeira mulher (da qual está hoje divorciado), Maria Amália Soares de Albergaria Mendes Leal (Santa Comba Dão, Santa Comba Dão, 9 de Outubro de 1956), sobrinha-bisneta do 2.º Conde de Azevedo, trineta de Francisco Barbosa do Couto da Cunha Sotomaior e 7.ª neta do 9.º Senhor da Trofa. É também irmão de Joana Maria Mendes Leal Pereira do Amaral (Lisboa, São Jorge de Arroios, 23 de junho de 1978).
Namorou vários anos com Vera Kolodzig, com quem tem um filho em comum, Mateus Kolodzig do Amaral, nascido a 25 de setembro de 2014 (10 anos).
Em 2018, iniciou uma relação com Jessica Athayde. A 8 de junho de 2019 (6 anos), foi pai de outro rapaz, que recebeu o nome de Oliver Ross de Athayde do Amaral. Diogo Amaral e Jessica Athayde separaram-se em setembro de 2019, mas encontram-se novamente juntos atualmente. Depois da reconciliação, os atores casaram-se em novembro de 2024.
Em novembro de 2020, voltou aos tratamentos de desintoxicação que já tinha feito no início de 2019, para travar o consumo de drogas.

## Prémios
Globos de Ouro
| Ano  | Prémio       | Recepientes                  | Trabalho   | Resultado |
| ---- | ------------ | ---------------------------- | ---------- | --------- |
| 2007 | Melhor Beijo | Luciana Abreu e Diogo Amaral | Floribella | Venceu    |

Troféus de Televisão TV 7 Dias/Impala
| Ano  | Prémio                              | Trabalho    | Resultado |
| ---- | ----------------------------------- | ----------- | --------- |
| 2017 | Telenovelas - Melhor Ator de Elenco | A Impostora | Venceu    |